# Filosofia da linguagem
Filosofia da linguagem é o ramo da filosofia que estuda a essência e natureza dos
fenômenos linguísticos. Uma das principais características da filosofia da linguagem é a maior diferença entre o ser humano e os outros seres que existem no mundo. Ela trata, de um ponto de vista filosófico, da natureza do significado linguístico, da referência, do uso da linguagem, do aprendizado da linguagem, da criatividade dos falantes, da compreensão da linguagem, da interpretação, da tradução, de aspectos linguísticos do pensamento e da experiência. Trata também do estudo da sintaxe, da semântica, da pragmática e da referência. As principais questões investigadas pela disciplina são:
- Como as frases compõem um todo significativo? O que é o significado das "partes" (palavras) das frases?
- Qual a natureza do significado? O que é o significado?
- O que fazemos com a linguagem? Como a usamos socialmente? Qual sua finalidade?
- Como a linguagem se relaciona com a mente do falante e do intérprete?
- Como a linguagem se relaciona com o mundo?

## História

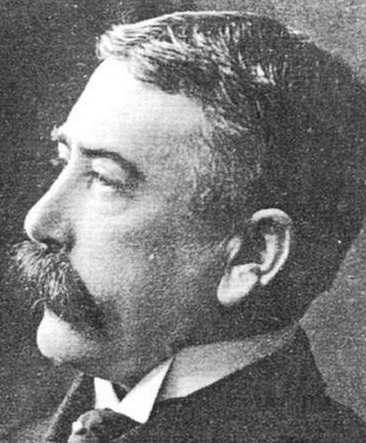
Ferdinand de Saussure foi um filósofo da linguagem

A investigação filosófica da linguagem pode ser encontrada já nos textos de Platão, Aristóteles e autores estoicos.
No Crátilo, Platão trata de questões concernentes à relação entre os nomes e as coisas que os mesmos designam. Tal relação é natural ou convencional? No final do diálogo, ele admite que convenções sociais estão envolvidas na fixação dos nomes às coisas e que há problemas na ideia de que palavras e fonemas têm significados naturais.
Platão também é responsável pela explicação da possibilidade do discurso sobre a falsidade e o não-ser. É fácil explicar como falamos sobre o que é, existe ou acontece. Se o céu está azul, e dizemos "o céu está azul", o que dizemos é verdadeiro, pois se relaciona de maneira adequada com a cor do céu, o estado de coisas. Mas se o céu está azul e dizemos "o céu não está azul", o que dizemos é falso e aqui temos um problema, pois o que dizemos não se relacionada a nada. Se não se relaciona a nada, então não se relaciona, pois o nada não é nada (coisa alguma, ou, mais adequadamente em Filosofia, ente físico ou ideia alguma), e não pode ser o elemento de uma relação. E, no entanto, falamos muitas coisas que não são, ou são falsas. Isso é possível, segundo Platão, porque as frases são complexas, ao contrário dos nomes, que são simples. Um nome designa a coisa que designa se a coisa existe, ou não designa nada se a coisa não existe. A frase não nomeia coisa alguma. Nela se atribui um predicado a um sujeito gramatical e é nessa atribuição que há espaço para que se diga, de uma coisa, algo que não cabe a ela. Eis onde nasce a possibilidade do discurso sobre a falsidade e o não-ser.
Aristóteles ocupou-se de questões de lógica, das categorias e do significado. Ele separou todas as coisas nas noções de gênero e espécie. Ele defendeu que o significado de um predicado é estabelecido através da abstração das similaridades entre várias coisas individuais. Tal teoria deu origem ao nominalismo, na Idade Média, mas há influência aristotélica também na posição oposta, o realismo, sobre os universais. Dentre os medievais, Pedro Abelardo é notável pela antecipação de muitas ideias modernas sobre a linguagem.
O debate sobre o significado dos universais interessou a vários filósofos. Qual o significado de "pedra", por exemplo? Para os realistas a palavra refere-se a uma entidade abstrata (a teoria das formas ou ideias de Platão é um exemplo de realismo). Para os nominalistas a palavra é um som comum que utilizamos para designar cada pedra.
A filosofia da linguagem foi considerada importante por vários filósofos modernos, incluindo John Austin, Ferdinand de Saussure, Schopenhauer, Umberto Eco, Hegel, Herder, Wilhelm von Humboldt, Kant, Leibniz, Locke, Nietzsche, Charles Sanders Peirce, John Searle, Vico, Foucault e Wittgenstein.
Embora os filósofos sempre tenham discutido a linguagem, ela começou a desempenhar um papel central na Filosofia no final do século XIX. No século XX, a Filosofia da Linguagem tornou-se tão importante que, em alguns círculos de filosofia analítica, os problemas da Filosofia em geral foram tratados como problemas de Filosofia da Linguagem.

## Linguagem e mundo
As teorias da referência investigam como a linguagem interage com o mundo. Frege defendeu uma teoria da referência na qual uma expressão tem sua referência determinada pelo sentido ou modo de apresentação, isto é, pela maneira como o referente é apresentado ao falante. Em contraste, e em resposta ao idealismo de Bradley, Bertrand Russell criou uma teoria da referência direta.
A teoria da referência mediada de Frege difere da teoria da referência direta de Russell no tratamento dos nomes logicamente próprios. Na explicação de Russell, o único significado dos mesmos são seus respectivos referentes. Na explicação de Frege, qualquer expressão referencial tem um sentido e uma referência. Nomes correferenciais, como "Samuel Clemens" e Mark Twain", causam problemas para a visão diretamente referencial em geral (embora não causem problemas especificamente para a teoria da referência direta de Russell, pois na mesma nem todos os nomes próprios gramaticais são nomes logicamente próprios). A teoria de Frege, por sua vez, encontra dificuldades na articulação e especificação das características dos sentidos.

## Interação social e linguagem
Os campos que examinam as condições sociais nas quais os significados e as linguagens emergem são chamados de metassemântica. A etimologia e a estilística são exemplos de áreas de investigação metassemânticas.
Na sociologia, o interacionismo simbólico é baseado na intuição que a organização social humana é baseada quase inteiramente sobre o uso de significados. Em consequência, qualquer explicação de uma estrutura social, como uma instituição, precisaria explicar os significados partilhados que criam e sustentam a estrutura.
Outra questão importante sobre mente e linguagem é em que medida a linguagem influencia o pensamento, e vice versa. Há várias perspectivas e sugestões. Por exemplo, a hipótese de Sapir-Whorf limita a extensão na qual os membros de uma comunidade linguística podem pensar sobre os temas. (Há um paralelo dessa hipótese em 1984, romance de George Orwell.)